# Zoila rosselli
Espèce
Répartition géographique
Zoila rosselli est une espèce de mollusques gastéropodes marins de la famille des Cypraeidae.
- Répartition : côtes ouest de l'Australie (Shark Bay).